# Monument des fusillés

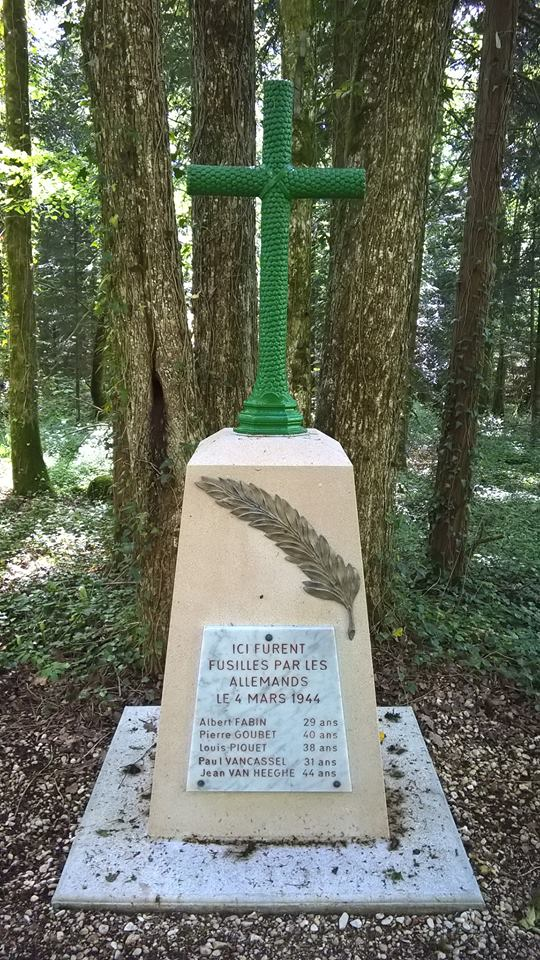
Monument des fusillés in Behonne

Das Monument des fusillés in Behonne, einer französischen Gemeinde im Département Meuse in der Region Grand Est, wurde 1945 errichtet.
Das Denkmal für die von deutschen Militärangehörigen füsillierten Widerstandskämpfer der Résistance im Forêt domaniale de Massonges nördlich der Landstraße nach Vavincourt besteht aus einem Steinsockel, auf dem ein gusseisernes Kreuz steht.
Die französische Inschrift auf einer Marmortafel lautet: „Ici furent fusillés par les Allemands le 4 mars 1944“ (Hier wurden am 4. März 1944 von den Deutschen füsiliert). Danach erfolgt die Aufzählung der Toten:
- Albin FABIN 29 ans (29 Jahre)
- Pierre GOUBET 40 ans
- Louis PIQUET 38 ans (Bürgermeister von Dugny)
- Paul VANCASSEL 31 ans
- Jean VAN HEEGHE 44 ans

Ein zweiter Gedenkstein befindet sich etwa 300 m südlich unmittelbar an der Landstraße.